# Thomas Cochrane, 10:e earl av Dundonald
Lord Thomas Cochrane, född den 14 december 1775, död den 31 oktober 1860, var en brittisk sjöofficer och äventyrare som verkade under napoleonkrigen och de sydamerikanska frihetskrigen. Han var son till Archibald Cochrane, 9:e earl av Dundonald och far till Thomas Cochrane, 11:e earl av Dundonald.
Cochrane inträdde 1793 vid marinen och utmärkte sig vid flera tillfällen i kriget mot Frankrike. Han deltog som skeppskapten i Lord Nelsons anfall mot Danmark. 
1809 blev han befälhavare för en spansk eskader som tillsammans med Lord Gambiers engelska flotta skulle förstöra den på Île-d'Aix redd liggande Franska flottan. Företaget lyckades som följd av Gambiers overksamhet endast delvis, och då en krigsrätt som sammanträtt på Cochranes anklagelser frikände Gambier lämnade Cochrane sin tjänst. Från 1806 tillhörde Cochrane underhuset och uppträdde här skarpt mot korruptionen inom flottan, men anklagades för olagliga börsspekulationer och dömdes till fängelse och böter.
Det sägs att han planerade befria Napoleon I från ön Sankta Helena för att leda de sydamerikanska arméerna. De planerna gick dock om intet.
1818 trädde han i chilensk tjänst, och i denna intog han 1820 den starkt befästa staden Valdivia från spanjorerna. 
Han var därefter i brasiliansk tjänst 1822–25, men lämnade denna sedan fred slutits mellan Brasilien och Portugal. 1827–28 deltog han i grekiska frihetskriget, men lämnade 1829 den grekiska tjänsten. Sedan Vilhelm IV, som ansåg att Cochrane blivit orättvist behandlad, uppsteg på tronen återinträdde Cochrane som konteramiral i engelska flottan, blev 1841 viceamiral och 1851 amiral. 1854 lämnade han sin aktiva tjänst. Han var därefter verksam med sjömilitära uppfinningar och författarverksamhet, och har bland annat skrivit Narrative of services in the liberation of Chili, Peru and Brazil (2 band, 1858) och en självbiografi (2 band, 1860).